# ويليام تي سامبسون
ويليام تي سامبسون (بالإنجليزية: William Thomas Sampson)‏ هو ضابط أمريكي، ولد في 9 فبراير 1840 في مقاطعة وين في الولايات المتحدة، وتوفي في 6 مايو 1902 في واشنطن العاصمة في الولايات المتحدة.

## وصلات خارجية
- ويليام تي سامبسون على موقع الموسوعة البريطانية (الإنجليزية)